# Charles Terront
Charles Terront (9. dubna 1857 Saint-Ouen – 31. října 1932 Marseille) byl francouzský průkopník závodní cyklistiky. Závodit začal v roce 1876 spolu s bratrem Julesem, ve své kariéře vyhrál 54 závodů.
Stal se čtyřnásobným vítězem dráhového závodu Grand Prix d'Angers (1876, 1877, 1879 a 1888). Vyhrál šestidenní závody v Birminghamu (1875), Chicagu, Bostonu (1879), Edingurghu a Londýně (1880). V roce 1879 vytvořil rekord, když ujel 546,3 km za 24 hodin. Věnoval se také jízdě za motorovým vodičem, v níž se stal v letech 1888 a 1889 mistrem Francie. Na francouzském šampionátu ve sprintu obsadil v roce 1883 druhé místo. K poslednímu závodu nastoupil v únoru 1893 v pařížské Galerie des machines, kde porazil Jean-Marie Correho v závodě na 1000 kilometrů.
Úspěšný byl i v silniční cyklistice. V roce 1884 vyhrál závod Routes du Midi a v roce 1887 se stal mistrem Velké Británie v jízdě na sto mil. V roce 1891 byl vítězem prvního ročníku vytrvalostního závodu Paříž–Brest–Paříž, když ujel 1196 km za 71 hodin a 37 minut.
Na počátku kariéry jezdil na vysokých kolech a tricyklech. Koncem osmdesátých let 19. století začal používat moderní kolo Humber Cycles o hmotnosti 21,5 kg, vybavené vyměnitelnými pneumatikami od firmy Michelin. V roce 1893 podnikl sólovou jízdu z Petrohradu do Paříže, tuto trasu urazil za 14 dní a 7 hodin. O rok později se mu podařilo dojet z Říma do Paříže. 
Po ukončení sportovní kariéry provozoval cyklistický obchod v Rouenu. Za své výkony obdržel předplacenou lóži v Opéra national de Paris. Louis Baudry de Saunier vydal Terrontův životopis, zmínka o jeho výkonech se objevila i v románu S prázdnou kapsou kolem světa. V Nantes je po něm pojmenována ulice Rue Charles Terront.